# Vallica
Vallica ist eine Gemeinde auf der französischen Insel Korsika. Sie gehört zum Département Haute-Corse, zum Arrondissement Calvi und zum Kanton L’Île-Rousse. Die Nachbargemeinden sind Olmi-Cappella im Norden und Westen, Castifao im Osten, Moltifao im Südosten und Asco im Südwesten.

## Bevölkerungsentwicklung
| Jahr      | 1962 | 1968 | 1975 | 1982 | 1990 | 1999 | 2008 | 2012 |
| --------- | ---- | ---- | ---- | ---- | ---- | ---- | ---- | ---- |
| Einwohner | 70   | 66   | 55   | 45   | 41   | 27   | 40   | 24   |

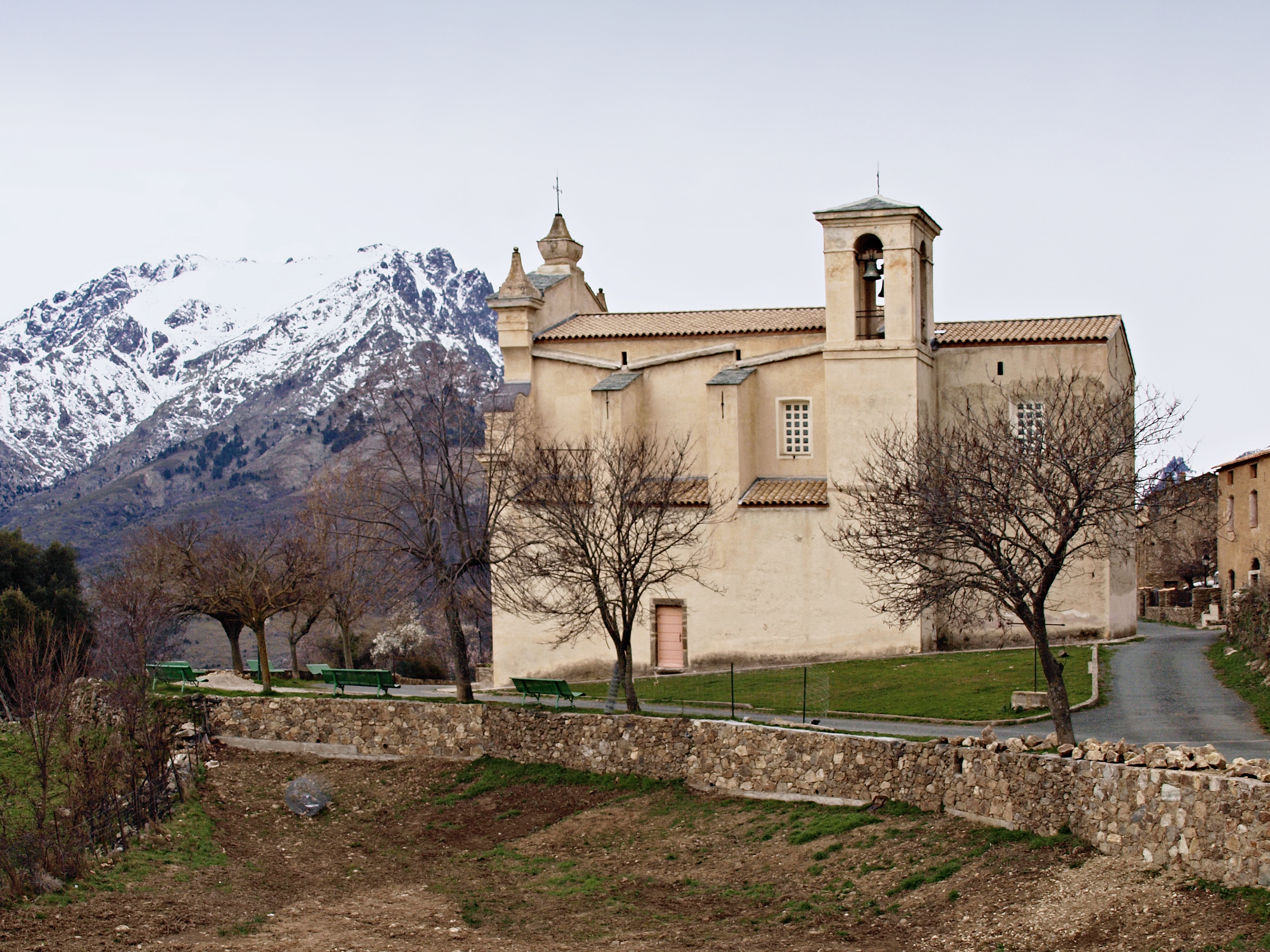
Geburtskirche (Église de la Nativité)
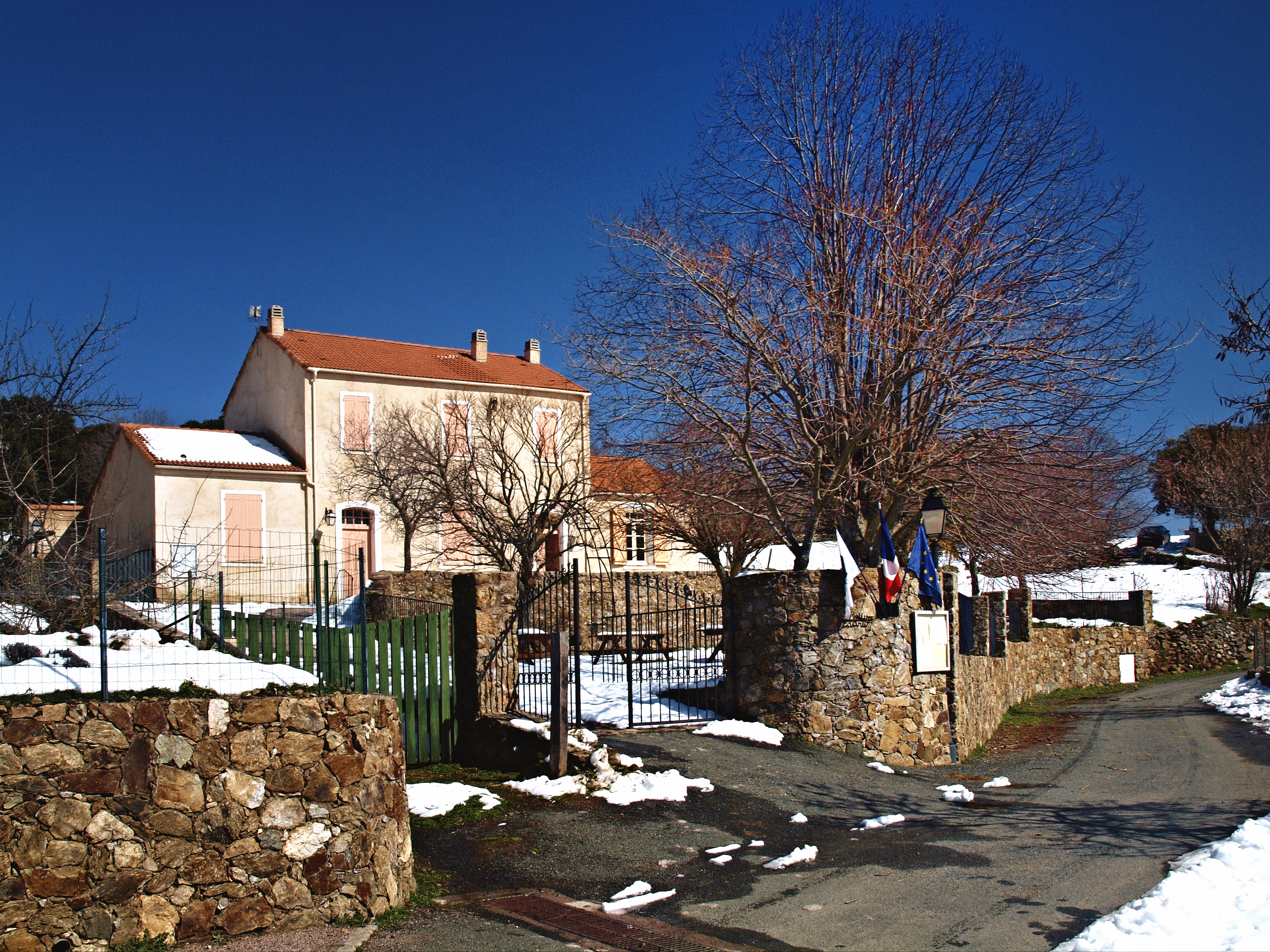
Mairie Vallica
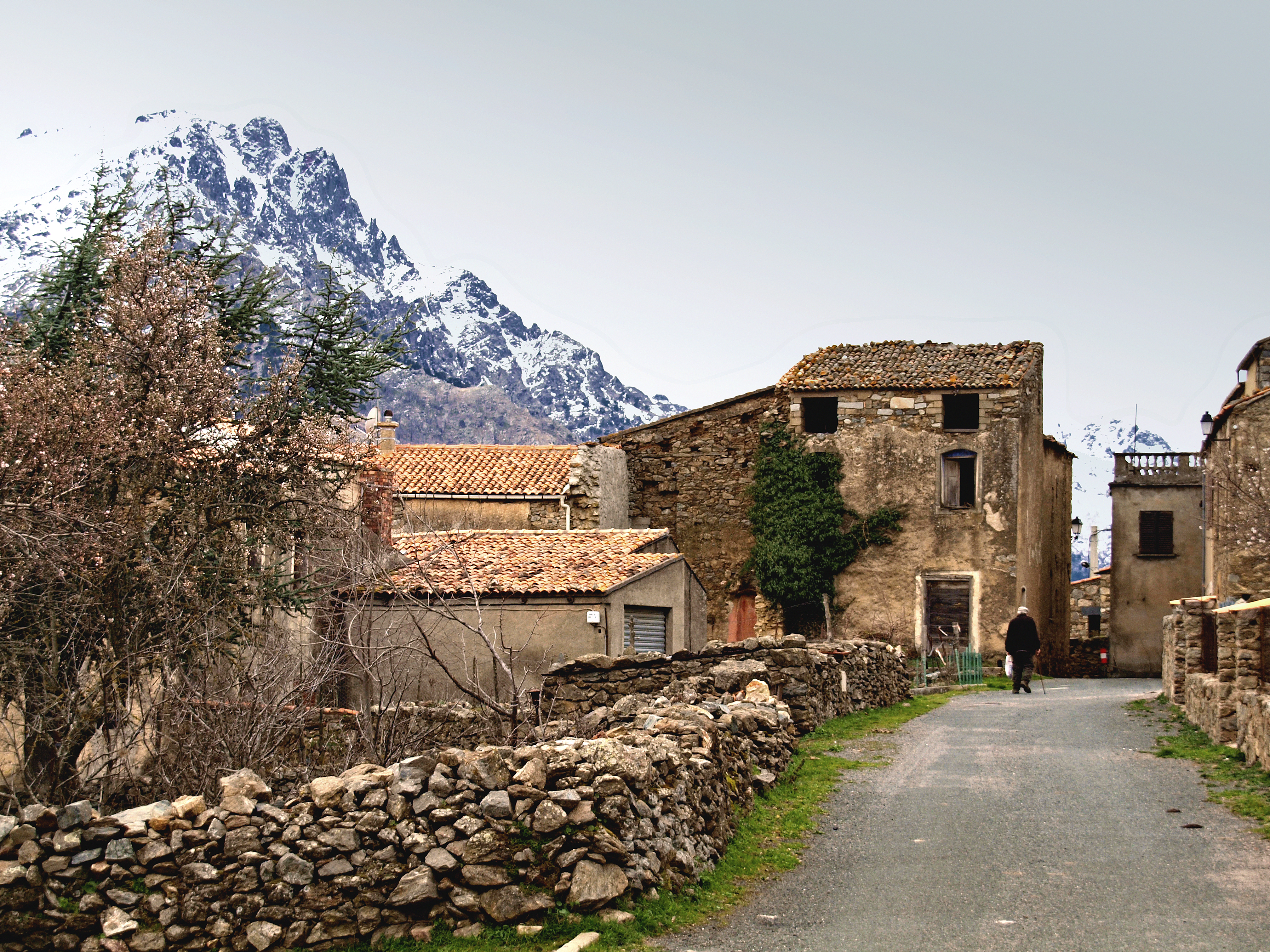
Vallica mit dem Monte Padro